# Televiziune digitală
Televiziunea digitală (abreviat DTV, în engleză: digital television) este un sistem de telecomunicații prin care se emit și se recepționează imagini în mișcare și sunete prin intermediul semnalelor digitale, spre deosebire de semnale analogice folosite în sistemul de televiziune analog tradițional. 

Trecerea de la televiziunea analog la cea digitală:
Tranziție terminată
Tranziție terminată LPTV
Tranziție în curs
Tranziție neîncepută
Tranziție fără neîncepută
Fără date

     Tranziție terminată
     Tranziție terminată LPTV
     Tranziție în curs
     Tranziție neîncepută
     Tranziție fără neîncepută
     Fără date

## Istoric
Începând cu anul 1990 a fost lansat pentru televiziune proiectul european DVB (Digital Video Broadcasting) în cadrul căruia au fost dezvoltate trei metode de transmisie: DVB-T, DVB-S și DVB-C.

## Funcționare
Televiziunea digitală folosește metode de modulație digitală, prin care informația este compresată, necesitând televizoare care înglobează astfel de funcții, adaptoare externe care să convertească semnalul TV, sau plăci speciale care se pot insera în calculatoare.
În funcție de mediul de transmisie, există trei tipuri de transmisii TV digitale:
- Televiziune digitală terestră (DVB-T)
- Televiziune digitală prin satelit (DVB-S)
- Televiziune digitală prin cablu (DVB-C)
- Televiziune pe internet
- Televiziune IP (IPTV)[1]

## Avantaje
Televiziunea digitală are anumite avantaje față de televiziunea analogică:
- utilizarea bandei de transmisie a semnalului mult mai eficientă (mai multe canale pe aceeași bandă, fiecare cu o rezoluție mult mai bună, o calitate mai bună a imaginilor televizate)
- calitate mai bună a sunetului
- adăugarea unor servicii suplimentare: programe TV interactive, servicii de tip multicasting (mai multe programe simultane pe același canal), ghiduri electronice ale programelor, video-on-demand (VOD), IPTV
- compatibilitate mult mai mărită cu tehnologiile moderne: calculatoare, DVD, Blu-ray etc.
- arhiva și înregistrarea programelor TV
- reducerea puterii emițătoarelor
- transmiterea în semnal TV a diferitelor informații suplimentare - EPG (program TV electronic)

## Dezavantaje
Există și unele limitări ale televiziunii digitale, datorită faptului că tehnologia se află la începuturile sale: 
- semnalul fragil datorat insuficienței actuale de lărgime de bandă și algoritmilor de compresie a imaginilor precum formatul MPEG-2. Când o imagine digitală este comparată cu sursa originală a imaginii, anumite secvențe prezintă distorsiuni precum zgomot de cuantizare, culoare nepotrivită, blocuri de imagine.
- tunerele digitale sunt mai scumpe decât cele analogice.

## Răspândire

Harta distribuției standardelor de televiziune digitală în lume

Țările în care există televiziune digitală: statele UE, Rusia, Ucraina, Georgia, SUA, Japonia, Germania, China, Coreea de Sud și Uzbekistan.
Țările în care nu există televiziune digitală: Guyana, Turkmenistan, Tadjikistan, Pakistan, Libia, Sudan, Papua Noua Guinee, Somalia, Coreea de Nord, Republica Centrafricană, Sahara Occidentală, Maroc, Mauritania, Mali, Senegal, Sierra Leone, Liberia, Siria, Irak, Bangladesh, Bhutan și Iordania.

### Uniunea Europeană
Marea Britanie în 1998 a devenit prima țară din Europa de Vest care a introdus televiziunea digitală.
La 28 octombrie 2012 a avut loc o trecere completă (cu deconectarea transmițătorilor de semnal analogic) la televiziunea digitală terestră DVB-T2 din Anglia și Lituania.
Republica Moldova
Sunt disponibile 26 de posturi TV din Moldova: 24 private (Prime, Canal 2, Canal 3, Publika TV, Jurnal TV, Euro TV, PRO TV Chișinău, Realitatea TV, Accent TV, Alt TV, Exclusiv TV, Vocea Basarabiei TV, Acasă în Moldova, TVC21, Bravo, National 4, TV8, TVR Moldova, СТС Mega, Familia Domashniy, RTR Moldova, NTV Moldova, REN Moldova și RU.TV Moldova) și 3 publice (TV Moldova 1, TV Moldova 2 и ТВ Гагаузия).

## Vezi și
- Radio digital
- Televiziune interactivă
- List_of_digital_television_deployments_by_country Articol wikipedia en
- Istoria televiziunii
- IPTV
- Televiziune digitală terestră
- Televiziune digitală terestră (DVB-T2)
- Televiziunea digitală terestră în România
- Televiziunea digitală terestră în Republica Moldova
- Televiziune digitală prin cablu
- Televiziune prin cablu
- Televiziunea analogică terestră în România
- Televiziune pe internet
- Televiziune prin satelit
- Televiziune terestră
- Televiziune
- Televiziunea în România
- Televiziunea în Republica Moldova

## Legături externe
- tvdigitala.ro Arhivat în 23 septembrie 2015, la Wayback Machine.
- România trece, astăzi, la televiziunea digitală accesat 17 iunie 2015
- Regulile licitației pentru trecerea la televiziunea digitală
- DVB Worldwide
- scrigroup.com - Principiile televiziunii digitale